# Rallye Dakar 1986

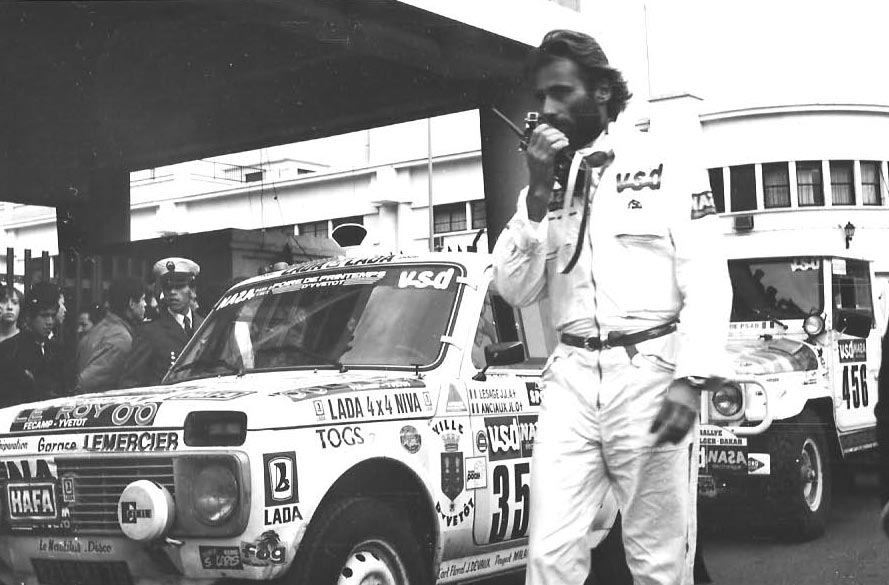
Dakar Gründer Thierry Sabine zur 8. Ausgabe am Hafen in Algier

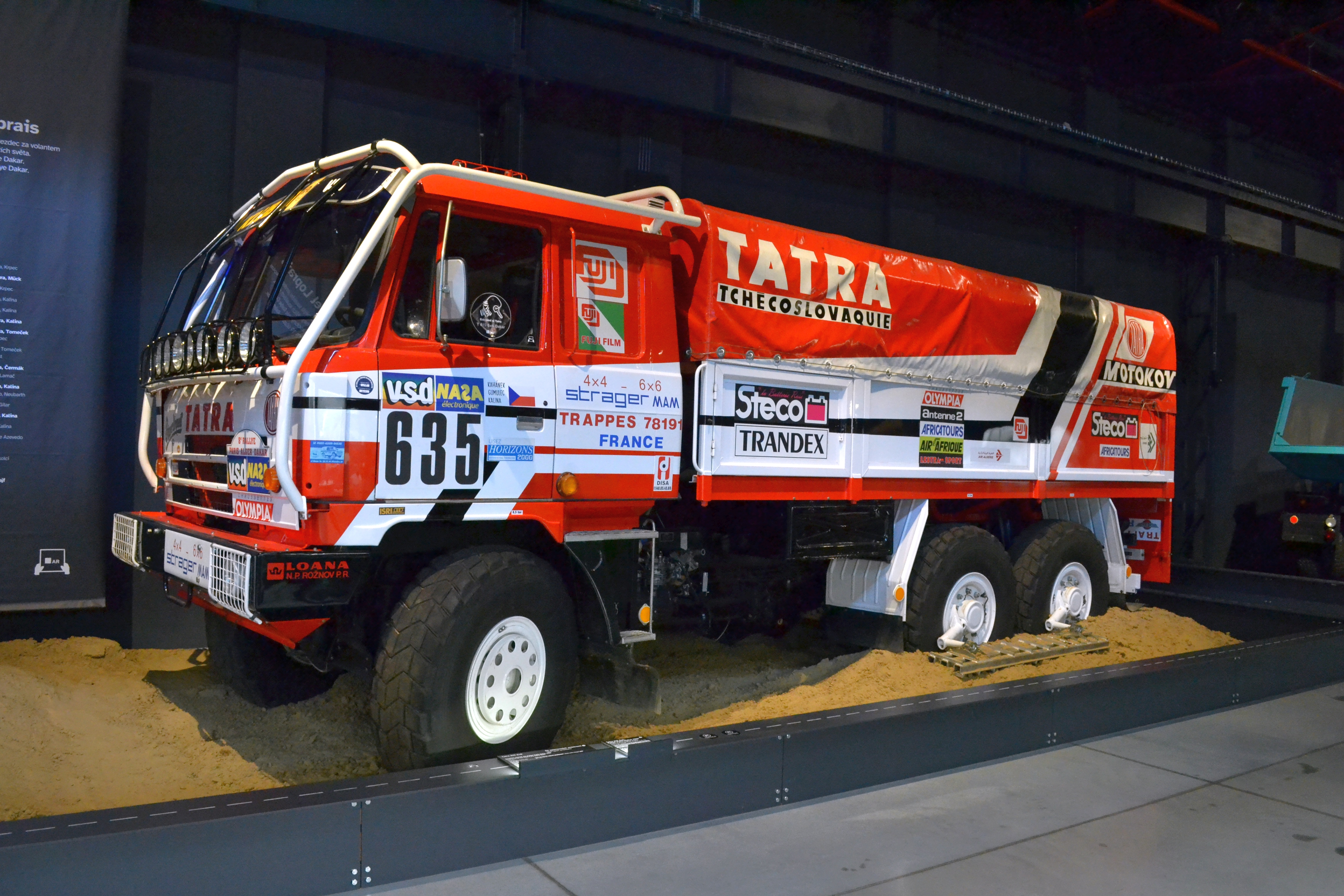
Tatra 815 6x6 der 1986er Edition

Die Rallye Dakar 1986 (8e Rallye Paris-Alger-Dakar) war die 8. Ausgabe der Rallye Dakar. Sie begann am 1. Januar 1986 in Versailles und endete am 22. Januar 1986 in Dakar.
Die Strecke führte über 15.000 km durch Frankreich, Algerien, Niger, Mali, Mauretanien, Obervolta und Senegal.
An der Rallye nahmen insgesamt 486 Teilnehmer – 282 Autos, 131 Motorräder und 73 LKW teil.

## Zwischenfälle
Am 14. Januar 1986 kam der Gründer der Rallye Dakar Thierry Sabine zusammen mit dem Chansonnier Daniel Balavoine, der Journalistin Nathaly Odent, dem Piloten François-Xavier Bagnoud und dem Funktechniker Jean-Paul Le Fur während der Rallye bei einem Helikopterflug ums Leben. Der Hubschrauber zerschellte auf einer Düne in Mali in der Nähe des Sees Gossi. An der Absturzstelle wurde eine Gedenktafel angebracht.

## Endwertung

### Motorräder
|    | Fahrer             | Fahrzeug      |
| -- | ------------------ | ------------- |
| 1. | Cyril Neveu        | Honda NXR 750 |
| 2. | Gilles Lalay       | Honda NXR 750 |
| 3. | Andrea Balestrieri | Honda XL600LM |

### PKW
|    | Fahrer       | Fahrzeug                    |
| -- | ------------ | --------------------------- |
| 1. | René Metge   | Porsche 959                 |
| 2. | Jacky Ickx   | Porsche 959                 |
| 3. | Pascal Rigal | Mitsubishi Pajero Evolution |

### LKW
Im Jahr 1986 gab es offiziell keine Einzelwertung für LKW, diese wurden zusammen mit den PKW gewertet.
|    | Fahrer          | Fahrzeug |
| -- | --------------- | -------- |
| 1. | Giacomo Vismara | Unimog   |
| 2. | Heyer           | MAN      |
| 3. | Bernau          | MAN      |